# ساندر پارن
ساندر پارن (استونیایی: Sander Pärn؛ زادهٔ ۱۹ فوریهٔ ۱۹۹۲) راننده رالی اهل استونی است. وی از سال ۲۰۰۹ تاکنون در ۲۴ رالی شرکت کرده است.